# Offlaga
Offlaga är en ort och kommun i provinsen Brescia i regionen Lombardiet i Italien. Kommunen hade 4 061 invånare (2018).